# Skive Trav
Skive Trav (officielt: Skive Trav Nordvestjysk Væddeløbsforening) er en travbane beliggende i den sydlige udkant af Skive. Det var her at travhesten Tarok havde hjemmebane, ligesom dens træner Jørn Laursen i en årrække har haft stalde og hjemmebane i Skive.

## Historie
Den første travbane i Skive blev anlagt i 1948 under navnet Nordvestjysk Væddeløbsbane på det område hvor Skive Kaserne i dag er beliggende. Tilskuerfaciliteterne blev hentet fra den nedlagte flygtningelejr i Jegstrup, og bestod hovedsagligt af gamle beboelsesbarakker. 25. juli 1948 var over 10.000 tilskuere tilstede da banen havde den første officielle løbsdag. En af de største ildsjæle og drivkræfter bagved etableringen, slagtermester Marius Jensen, bliver hvert år mindet med et løb i hans navn.
Regeringen besluttede i 1960'erne at der skulle bygges en helt ny kaserne i Skive, og området syd for byen hvor travbanen var beliggende blev udpeget som hjemsted for det nye militære anlæg. Ved den efterfølgende ekspropriation i 1966 fik foreningen bagved travbanen over en million kroner af staten for at afstå området. Efter diskussioner om at travbanen skulle flyttes til Herning, blev det besluttet at flytte en km syd sydpå og etablere sig på den nuværende placering i udkanten af skoven på Flyvej.

## Travløb
Travbanens samlede længde blev i 2014 forlænget fra 800 meter til 950 meter, og har et underlag af finkornet stenmel. På Skive Trav må en hest angribe en forankørende indenom under opløbet, da banen har "open stretch". I Skive køres der typisk løbsdistancer på 1700- eller 2100 meter.
Skive Trav slog 20. april 2008 omsætningsrekord, da publikum spillede for 2.044.846 kroner. Dette skete på den årlige "Musketerweekend" der er banens største årlige løbsdag. Alene 725.590 af omsætningen var på spil der vedrørte hestene der skulle i aktion i Skive, hvilket også er rekord for banen. Sammen dag blev der også slået rekord for én enkelt gevinst, da en spiller som den eneste ramte alle rigtige i V65 og kunne hæve godt 1.3 millioner kroner.